# Anna Michajlovna Evreinova
Anna Michajlovna Evreinova, nota anche come Johanna von Evreinov (in russo А́нна Миха́йловна Евре́инова?; San Pietroburgo, 1844 – 1919) è stata una scrittrice, avvocata e editrice russa. È stata la prima donna russa a conseguire un dottorato in giurisprudenza, nonché la prima donna a conseguire un dottorato in giurisprudenza in un'università tedesca.

## Biografia
Anna Evreinova era figlia del dirigente della Reggia di Peterhof, il generale luogotenente Michail Evreinov. La famiglia di Anna provò a organizzare per lei un matrimonio combinato contro la sua volontà portandola a tentare il suicidio. Al tempo Anna ricevette una lettera dalla matematica russa Sof'ia Kovalevksaja, che le consigliò di scriversi ad un'università tedesca. Siccome la famiglia si oppose al suo trasferimento, Anna non poté ottenere un passaporto russo e fu dunque costretta a passare il confine clandestinamente, attraversando paludi in scarpe di prunella.
Giunta in Germania, studiò all'Università di Lipsia, conseguendo il dottorato in giurisprudenza il 21 febbraio 1873, con una tesi su "I doveri delle parti neutrali nei confronti delle parti in guerra".
Nel 1885 fondò la rivista letteraria Severnyj vestnik, di cui rimase capo-redattrice e proprietaria per 5 anni.
Ebbe scambi epistolari con i maggiori scrittori dell'epoca, tra cui Anton Čechov, ed intrattenne una lunga relazione sentimentale con la scrittrice Marija Fëdorova.